# Điện cơ Thống Nhất
Điện cơ Thống nhất (tên đầy đủ: Công ty TNHH Nhà nước một thành viên Điện cơ Thống Nhất; tên giao dịch quốc tế: Thong Nhat Electromechanical Limited Company; tên viết tắt: Vinawind) là một công ty chuyên sản xuất quạt điện và các thiết bị điện khác. Công ty có 75% vốn nhà nước, có trụ sở tại Hà Nội, Việt Nam.

## Các Trong Giai đoạn
Công Ty Điện Cơ Thống Nhất Vinawind 
Giai đoạn Điện Cơ tại Việt Nam, từ 1964 - 1966
Giai đoạn đổi mới, từ 1967 - 1975
Giai đoạn phát triển mạnh, từ 1976 - 2002
Giai đoạn khủng hoảng, từ 2003 đến nay

## Thành tích đạt được
- Đơn vị anh hùng lao động 1985.
- Huân chương Độc lập hạng Ba năm 2004.
- Huân chương lao động hạng nhất 3 lần năm 1984, 1986, 1995.
- Huân chương lao động hạng nhì năm 1982.
- Huân chương lao động hạng ba 4 lần năm 1967, 1975, 1980, 1981.
[cần dẫn nguồn]

## Sản phẩm công ty

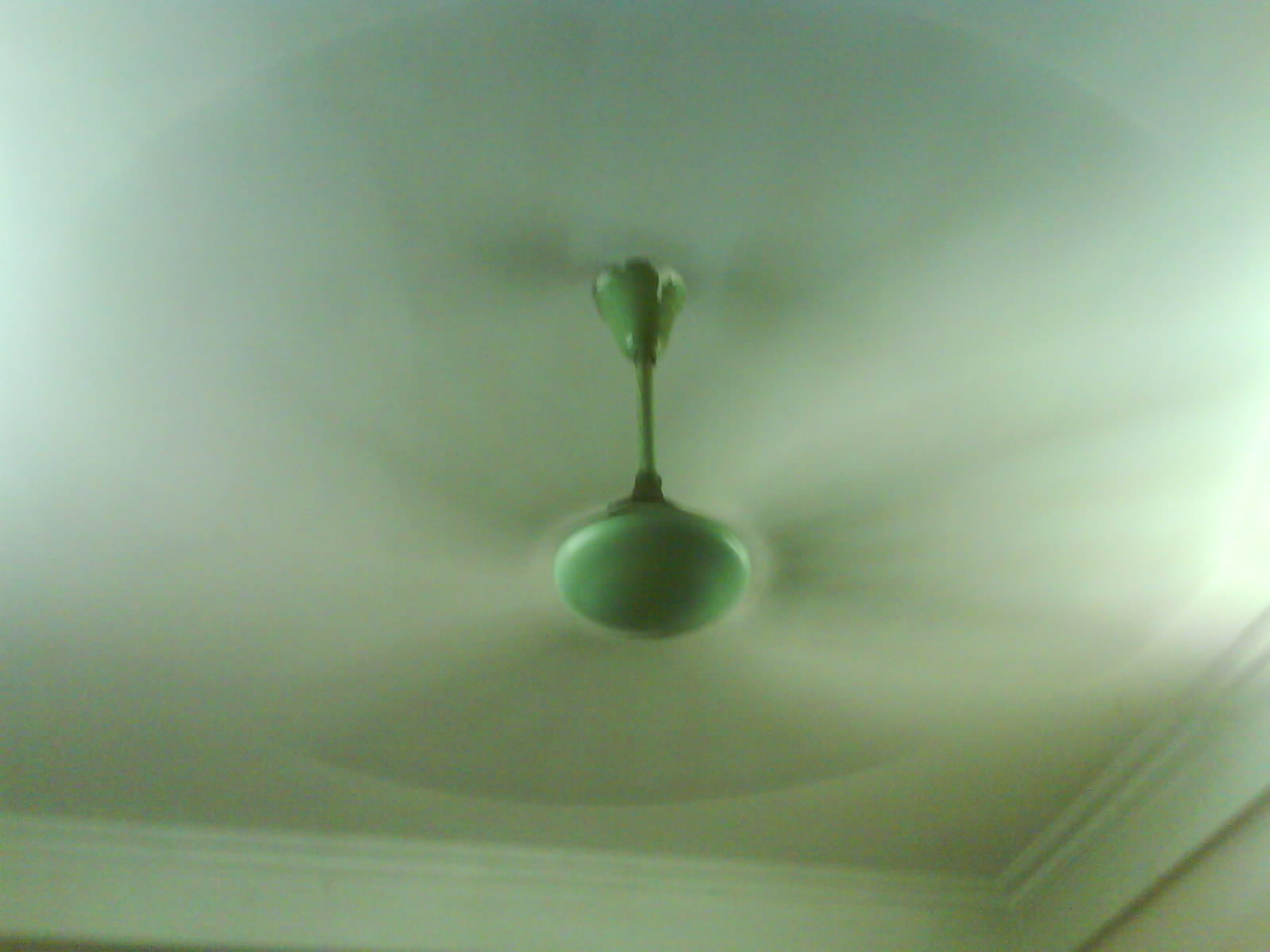
Một chiếc quạt trần Điện cơ Thống nhất (cũ) đang chạy

- Quạt điện
  - Quạt bàn
  - Quạt đứng
  - Quạt treo tường
  - Quạt hộp
  - Quạt thông gió
  - Quạt trần
  - Ổ cắm điện